# Burgess Meredith
Oliver Burgess Meredith (Cleveland, 16 novembre 1907 – Malibù, 9 settembre 1997) è stato un attore statunitense.
È noto principalmente per l'interpretazione di Mickey Goldmill, l'allenatore di Rocky Balboa nella serie cinematografica di Rocky, e di Pinguino nella serie televisiva Batman degli anni sessanta.

## Biografia

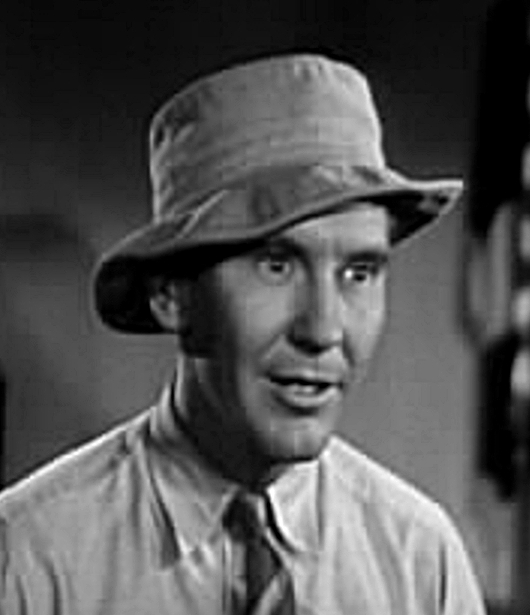
Burgess Meredith nel film Follie di jazz (1940)

Burgess Meredith nacque a Cleveland, in Ohio, nel 1907, dal fisico e professore universitario canadese Dr. William George Meredith (di origini inglesi) e da madre di religione metodista, credo cui anche Burgess aderirà, Ida Beth Burgess. Prima di intraprendere la carriera artistica, lavorò come reporter del Cleveland Plain Dealer e, dopo aver svolto svariati altri mestieri, nel 1929 entrò a far parte della compagnia teatrale di repertorio diretta dall'attrice Eva Le Gallienne a New York. Nella prima metà degli anni trenta recitò anche a Broadway e riscosse successo come primattore nella pièce Winterset di Maxwell Anderson, debuttando subito dopo sul grande schermo nella riduzione cinematografica della stessa opera, Sotto i ponti di New York (1936). Si distinse in modo particolare nell'interpretazione del bracciante George che protegge l'amico ritardato Lennie nella trasposizione per il grande schermo del dramma Uomini e topi (1939), ispirato all'omonima opera letteraria di John Steinbeck, e nel ruolo dello psicanalista sopraffatto dal lavoro in Carnefice di me stesso (1947).
Nel 1941 partecipò al film Quell'incerto sentimento. Durante la seconda guerra mondiale prestò servizio al fronte con il grado di capitano. Al termine riapparve sullo schermo in film come I forzati della gloria (1945), in cui interpretò il ruolo del corrispondente di guerra Ernie Pyle, Il diario di una cameriera (1946) e La strada della felicità (1948), entrambi al fianco dell'attrice Paulette Goddard, con la quale all'epoca era sposato. Nel 1949 diresse e interpretò L'uomo della Torre Eiffel, ispirato al romanzo La testa di un uomo di Georges Simenon, con Charles Laughton nel ruolo del commissario Maigret.
Nell'immediato dopoguerra venne inserito nella lista nera di Hollywood dalla Commissione per le attività antiamericane con l'accusa di essere simpatizzante comunista, ma sopravvisse alle accuse lavorando sempre più intensamente. Nel 1959 apparve come protagonista nel celebre episodio Tempo di leggere della serie televisiva science-fiction Ai confini della realtà. Meredith rimase talmente legato alla serie, di cui interpretò altri tre episodi, che molti anni dopo svolse anche la funzione di voce narrante nel film Ai confini della realtà (1983), dove si fa riferimento a Tempo di leggere durante la sequenza di apertura, nella scena in cui alcuni personaggi parlano in dettaglio dell'episodio.
Dal 1966 al 1969 fu popolare per la sua interpretazione del personaggio del Pinguino nella serie televisiva Batman. Sempre nel 1969 partecipò al film Uno sporco contratto. Approdato negli anni settanta a ruoli di caratterista, recitò nel western Uomini e cobra (1970) di Joseph L. Mankiewicz, e ottenne due candidature all'Oscar al miglior attore non protagonista, nel 1976 per Il giorno della locusta (1975) e nel 1977 per Rocky (1976), nel quale diede vita al ruvido e anziano allenatore e manager di Rocky Balboa (Sylvester Stallone), Mickey Goldmill, personaggio che Meredith riprenderà nei due successivi capitoli della saga, Rocky II (1979) e Rocky III (1982) e che morirà negli spogliatoi senza poter assistere al match del suo pupillo contro il rivale Clubber Lang.
Apparve per l'ultima volta sul grande schermo nel film That's Amore - Due improbabili seduttori (1995), in cui interpretava l'arzillo padre di uno degli anziani personaggi principali. 

### Morte
Meredith morì il 9 settembre 1997, all'età di 89 anni, per le conseguenze della malattia di Alzheimer. In seguito alle esequie, il corpo venne cremato.

## Filmografia parziale

### Attore

#### Cinema

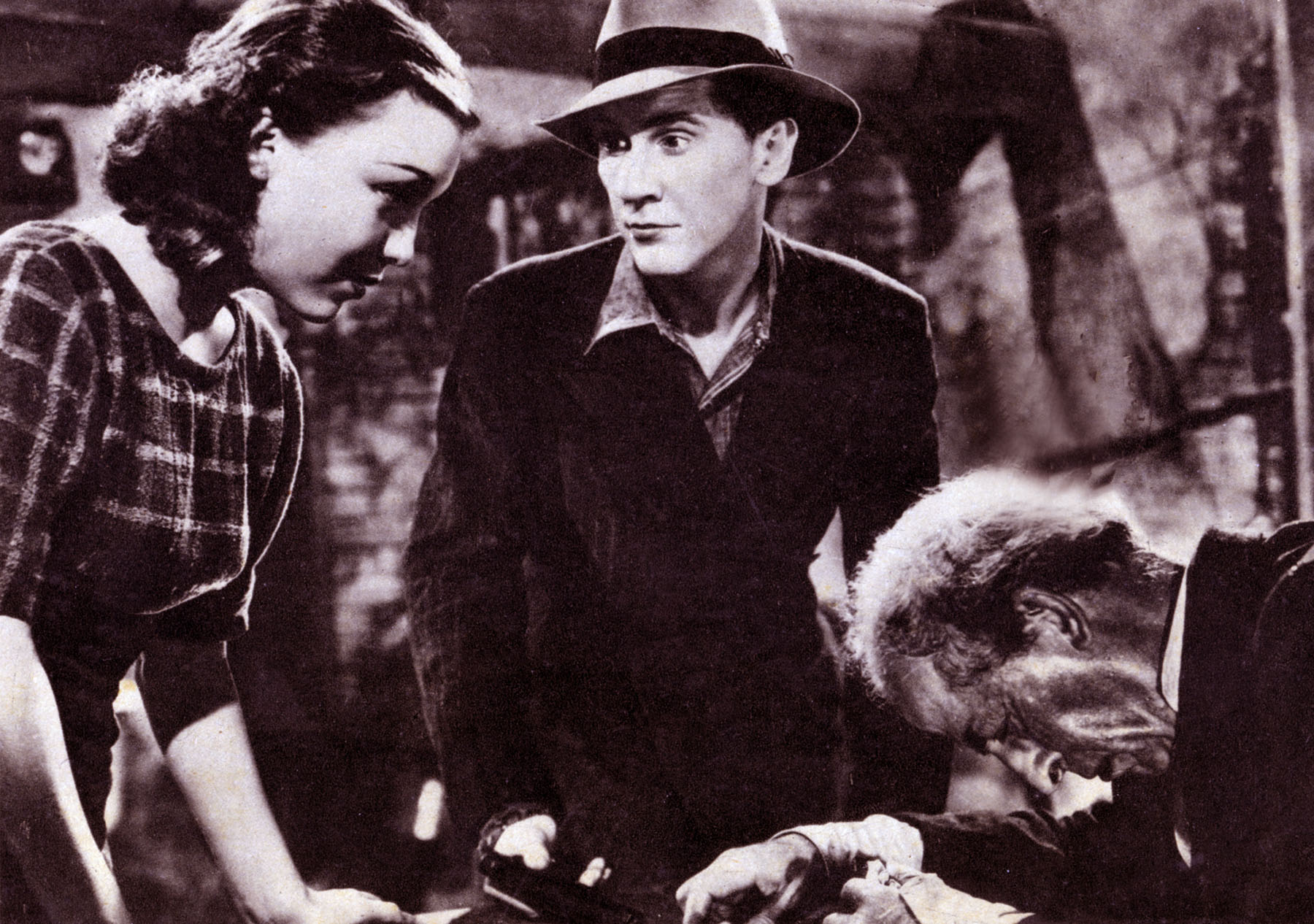
Margo e Meredith in Sotto i ponti di New York

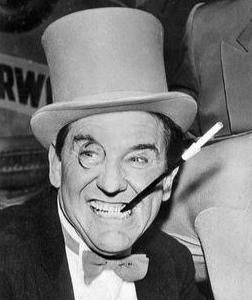
Meredith nei panni del Pinguino nella serie tv Batman

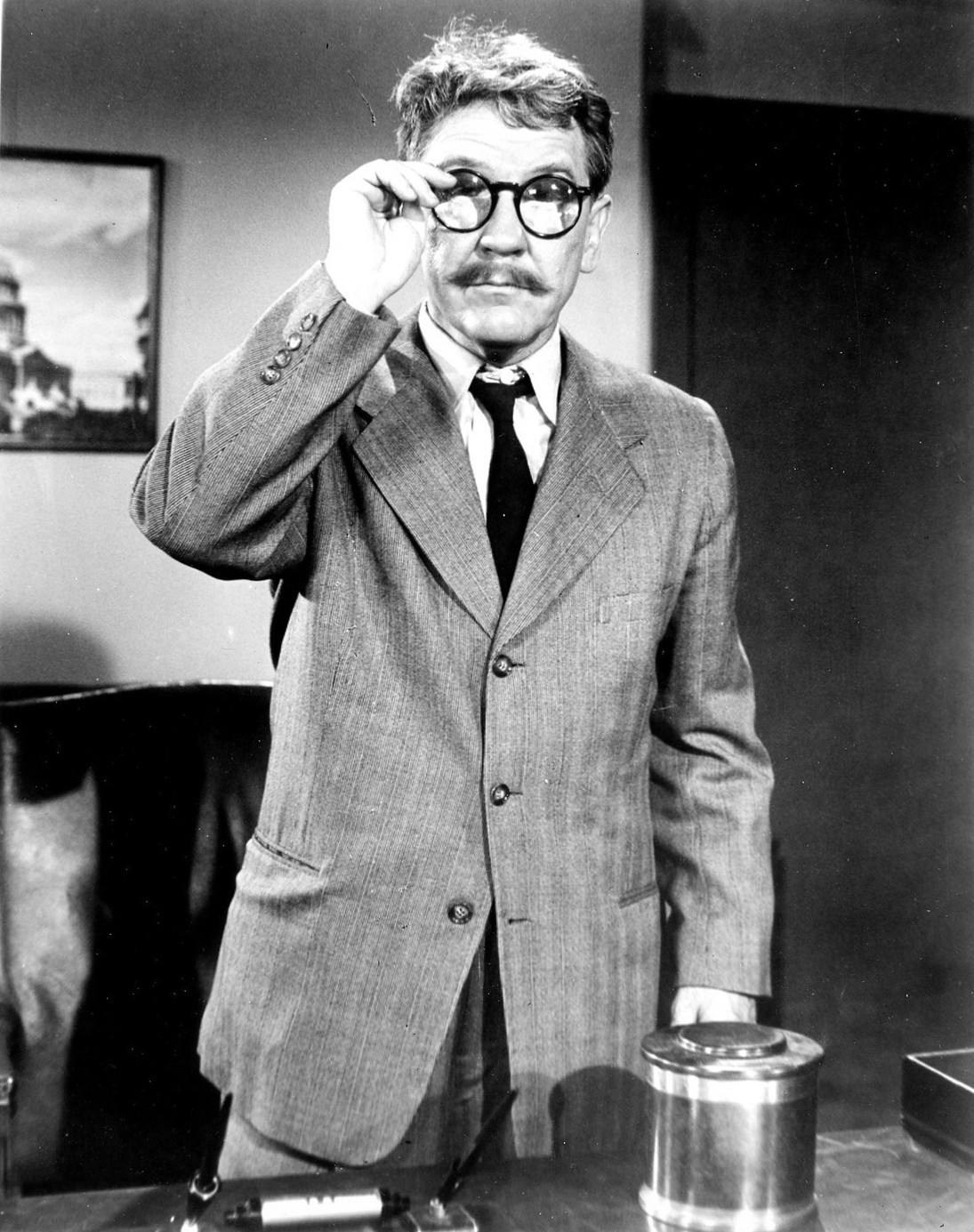
Meredith interpreta Henry Bemis in Tempo di leggere (Time Enough at Last) nella serie tv Ai confini della realtà (1959)

- The Scoundrel, regia di Ben Hecht e Charles MacArthur (1935) (non accreditato)
- Sotto i ponti di New York (Winterset), regia di Alfred Santell (1936)
- Un povero milionario (There Goes the Groom), regia di Joseph Santley (1937)
- Spring Madness, regia di Sylvan Simon (1938)
- Spregiudicati (Idiot's Delight), regia di Clarence Brown (1939)
- Uomini e topi (Of Mice and Men), regia di Lewis Milestone (1939)
- Il castello sull'Hudson (Castle on the Hudson), regia di Anatole Litvak (1940)
- Follie di jazz (Second Chorus), regia di Henry C. Potter (1940)
- San Francisco Docks, regia di Arthur Lubin (1940)
- Quell'incerto sentimento (That Uncertain Feeling), regia di Ernst Lubitsch (1941)
- Tom, Dick e Harry (Tom, Dick and Harry), regia di Garson Kanin (1941)
- Street of Chance, regia di Jack Hively (1942)
- The Rear Gunner, regia di Ray Enright (1943)
- How to Behave in Britain | WW2 Training Film for US Soldiers (1943)
- Salute to France, regia di Garson Kanin e Jean Renoir (1944)
- I forzati della gloria (The Story of G.I. Joe), regia di William A. Wellman (1945)
- Salerno, ora X (A Walk in the Sun), regia di Lewis Milestone (1945) (voce, non accreditato)
- Il diario di una cameriera (The Diary of a Chambermaid), regia di Jean Renoir (1946)
- La magnifica bambola (Magnificent Doll), regia di Frank Borzage (1946)
- Carnefice di me stesso (Mine Own Executioner), regia di Anthony Kimmins (1947)
- La strada della felicità (On Our Merry Way), regia di Leslie Fenton e King Vidor (1948)
- Jigsaw, regia di Fletcher Markle (1949) (non accreditato)
- L'uomo della Torre Eiffel (The Man on the Eiffel Tower), regia di Burgess Meredith (1949)
- Golden Arrow, regia di Gordon Parry (1949)
- Joe Butterfly, regia di Jesse Hibbs (1957)
- Albert Schweitzer (1957) - documentario
- Man on the Run, regia di Eddie Romero (1958)
- Tempesta su Washington (Advide & Consent), regia di Otto Preminger (1962)
- Il cardinale (The Cardinal), regia di Otto Preminger (1963)
- Prima vittoria (In Harm's Way), regia di Otto Preminger (1965)
- Madame X, regia di David Lowell Rich (1966)
- Posta grossa a Dodge City (A Big Hand for the Little Lady), regia di Fielder Cook (1966)
- Batman (Batman: The Movie), regia di Leslie Martinson (1966)
- The Crazy-Quilt, regia di John Korty (1966)
- E venne la notte (Hurry Sundown), regia di Otto Preminger (1967)
- Il giardino delle torture (Torture Garden), regia di Freddie Francis (1967)
- Stay Away, Joe, regia di Peter Tewksbury (1968)
- Skidoo, regia di Otto Preminger (1968)
- L'oro di Mackenna (MacKenna's Gold), regia di J. Lee Thompson (1969)
- Uno sporco contratto (Hard Contract), regia di S. Lee Pogostin (1969)
- Boon il saccheggiatore (The Reivers), regia di Mark Rydell (1969) (voce)
- The Yin and the Yang of Mr. Go, regia di Burgess Meredith (1970)
- Uomini e cobra (There Was a Crooked Man), regia di Joseph L. Mankiewicz (1970)
- Il piccione d'argilla (Clay Pigeon), regia di Lane Slate e Tom Stern (1971)
- Ma che razza di amici! (Such Good Friends), regia di Otto Preminger (1971)
- A Fan's Notes, regia di Eric Till (1972)
- Beware! The Blob, regia di Larry Hagman (1972)
- I sette aghi d'oro (Golden Needles), regia di Robert Clouse (1974)
- Hay que matar a B., regia di José Luis Borau (1975)
- Il giorno della locusta (The Day of the Locust), regia di John Schlesinger (1975)
- 92 gradi all'ombra (92 in the Shade), regia di Thomas McGuane (1975)
- Il giorno del grande massacro (The Master Gunfighter), regia di Frank Laughlin (1975)
- Hindenburg (The Hindenburg), regia di Robert Wise (1975)
- Ballata macabra (Burnt Offerings), regia di Dan Curtis (1976)
- Rocky, regia di John Avildsen (1976)
- Sentinel (The Sentinel), regia di Michael Winner (1977)
- Appuntamento con l'oro (Golden Rendezvous), regia di Ashley Lazarus (1977)
- Manitù, lo spirito del male (The Manitou), regia di William Girdler (1978)
- Gioco sleale (Foul Play), regia di Colin Higgins (1978)
- Magic, regia di Richard Attenborough (1978)
- Rocky II, regia di Sylvester Stallone (1979)
- Ormai non c'è più scampo (When Time Ran Out), regia di James Goldstone (1980)
- Final Assignment, regia di Paul Almond (1980)
- Scontro di titani (Clash of the Titans), regia di Desmond Davis (1981)
- L'assoluzione (True Confessions), regia di Ulu Grosbard (1981)
- Rocky III, regia di Sylvester Stallone (1982)
- Ai confini della realtà (Twilight Zone: The Movie), regia di Joe Dante e John Landis (1983)
- La storia di Babbo Natale (Santa Claus), regia di Jeannot Szwarc (1985)
- King Lear, regia di Jean-Luc Godard (1987) (non accreditato)
- L'ultima luna d'agosto (Full Moon in Blue Water), regia di Peter Masterson (1988)
- Stato di grazia (State of Grace), regia di Phil Joanou (1990)
- Rocky V, regia di John G. Avildsen (1990)
- Due irresistibili brontoloni (Grumpy Old Men), regia di Donald Petrie (1993)
- Vacanze a modo nostro (Camp Nowhere), regia di Jonathan Prince (1994)
- That's Amore - Due improbabili seduttori (Grumpier Old Men), regia di Howard Deutch (1995)

#### Televisione
- Lights Out – serie TV, episodi 3x10-3x41-4x18 (1950-1951)
- General Electric Theater – serie TV, episodi 3x06-6x25 (1954-1958)
- Ai confini della realtà (The Twilight Zone) – serie TV, 4 episodi (1959-1963)
- Gli uomini della prateria (Rawhide) – serie TV, episodi 4x09-6x05-6x27-6x28 (1961-1964)
- Ben Casey – serie TV, episodio 2x12 (1962)
- Indirizzo permanente (77 Sunset Strip) – serie TV, 5 episodi (1963)
- La legge di Burke (Burke's Law) – serie TV, episodio 1x06-1x15-2x12 (1963-1964)
- The Travels of Jaimie McPheeters – serie TV, episodio 1x17 (1964)
- Mr. Novak – serie TV, 15 episodi (1965)
- Profiles in Courage – serie TV, 1 episodio (1965)
- Selvaggio west (The Wild Wild West) – serie TV, episodio 1x12 (1965)
- Batman – serie TV, 21 episodi (1966-1968)
- Bonanza – serie TV, episodio 9x11 (1967)
- Il virginiano (The Virginian) – serie TV, episodi 7x03-9x19 (1968-1971)
- Mistero in galleria (Night Gallery) – serie TV, 2 episodi (1970-1972)
- New York - Parigi Air Sabotage '78 (SST - Death Flight), regia di David Lowell Rich – film TV (1977)
- Capitan Nemo - Missione Atlantide (The Return of Captain Nemo), regia di Alex March – film TV (1978)
- Gloria – serie TV, 22 episodi (1982-1983)
- Oro sommerso (Wet Gold), regia di Dick Lowry – film TV (1984)

### Regista
- L'uomo della Torre Eiffel (The Man on the Eiffel Tower) (1949)

## Riconoscimenti
- Premio Oscar
  - 1976 – Candidatura al miglior attore non protagonista per Il giorno della locusta
  - 1977 – Candidatura al miglior attore non protagonista per Rocky

## Doppiatori italiani
Nelle versioni in italiano delle opere in cui ha recitato, Burgess Meredith è stato doppiato da:
- Mario Milita ne L'assoluzione, La storia di Babbo Natate - Santa Claus, Stato di grazia, Rocky V
- Carlo Romano in Un povero milionario, Prima vittoria, Madame X
- Lauro Gazzolo ne I forzati della gloria, Joe Butterfly
- Leonardo Severini in Uomini e cobra, Ballata macabra
- Sergio Fiorentini in Scontro di titani, Rocky III
- Manlio Guardabassi in Batman (serie TV), Due irresistibili brontoloni
- Adolfo Geri ne Il castello sull'Hudson
- Oreste Lionello in Ai confini della realtà (ep. 1x08)
- Roberto Bertea in Posta grossa a Dodge City
- Sergio Tedesco in Batman (film)
- Gianni Bonagura in E venne la notte
- Gianfranco Bellini ne L'oro di Mackenna
- Michele Malaspina in Uno sporco contratto
- Roberto Villa ne Il giorno della locusta
- Corrado Gaipa in Hindenburg
- Alfredo Censi in Rocky
- Sandro Tuminelli in Sentinel
- Mario Feliciani in Magic - Magia
- Dario Penne in Capitan Nemo - Missione Atlantide
- Antonio Guidi in Rocky II
- Rino Bolognesi in King Lear
- Valerio Ruggeri ne L'ultima luna d'agosto
- Sergio Graziani in Vacanze a modo nostro
- Dante Biagioni in That's Amore - Due improbabili seduttori
- Mino Caprio in Quell'incerto sentimento (ridoppiaggio)
- Renato Cortesi ne La strada della felicità (ridoppiaggio)

Da doppiatore è sostituito da:
- Renato Turi in Boon il saccheggiatore
- Massimo Foschi in Ai confini della realtà